# Gare des Ormes-sur-Vienne
La gare des Ormes-sur-Vienne est une gare ferroviaire française de la ligne de Paris-Austerlitz à Bordeaux-Saint-Jean, située sur le territoire de la commune des Ormes, dans le département de la Vienne, en région Nouvelle-Aquitaine.
Elle est mise en service en 1851 par la Compagnie du chemin de fer du Centre et devient en 1852 une gare de la Compagnie du chemin de fer de Paris à Orléans (PO).
C'est une halte voyageurs de la Société nationale des chemins de fer français (SNCF) desservie par des trains régionaux TER Nouvelle-Aquitaine.

## Situation ferroviaire
Établie à 49 mètres d'altitude, la gare des Ormes-sur-Vienne est située au point kilométrique (PK) 285,506 de la ligne de Paris-Austerlitz à Bordeaux-Saint-Jean, entre les gares de Port-de-Piles et de Dangé.

## Histoire
La « station intermédiaire d'Ormes » est mise en service le 15 juillet 1851 par la Compagnie du chemin de fer du Centre, lorsqu'elle ouvre à l'exploitation le deuxième tronçon, de Tours à Poitiers, de sa ligne d'Orléans à Bordeaux. Le bâtiment, à trois ouvertures, un étage et une toiture à quatre pans, est réalisé, suivant les instructions de la Compagnie, par les entreprises Lesourd et Autellet.
Le 27 mars 1852, elle devient une gare du réseau de la Compagnie du chemin de fer de Paris à Orléans (PO).
En 2022, selon les estimations de la SNCF, la fréquentation annuelle de la gare était de 5 174 voyageurs.

## Service des voyageurs

### Accueil
Halte SNCF, c'est un point d'arrêt non géré (PANG), équipé de deux quais avec abris.

### Desserte
Les Ormes-sur-Vienne est desservie par des trains du réseau TER Nouvelle-Aquitaine circulant entre Tours et Poitiers.

### Intermodalité
Le stationnement des véhicules est possible à proximité.

## Service des marchandises
La gare des Ormes-sur-Vienne est ouverte au service Fret SNCF, uniquement pour des trains massifs et limité aux transports par train en gare gérée à distance.